# 剑桥 (俄亥俄州)
剑桥（Cambridge）是美国俄亥俄州根西县一个城市，是根西县的县城。它位于俄亥俄州东南部，在州府哥伦布以东121公里处，坐落于阿巴拉契亚山脉的阿巴拉契亚高原。2010年人口普查时人口为11129人。它是剑桥小都市统计区的主要城市，毗邻70號州際公路和77号州际公路交叉口。
剑桥当地有着制作玻璃器皿的长期历史。20世纪初期，剑桥制作高端玻璃器皿曾销往美国各地的百货公司。20世纪50年代末后，高端玻璃器皿制作行业衰退。剑桥现建有一座剑桥玻璃国家博物馆。